# Andravida-Kyllini
Andravida-Kyllini (tiếng Hy Lạp: ?) là một khu tự quản ở vùng Tây Hy Lạp, Hy Lạp. Khu tự quản Andravida-Kyllini có diện tích 355 kilômét vuông, dân số theo điều tra ngày 18 tháng 3 năm 2001 là 24668 người.